# Liste de peintures de paysages par Paul Cézanne
Liste des peintures de paysages par Paul Cézanne
| image | titre                                                                            | date       | collection                                      | lieu                                       | matériau                         | hauteur | largeur   | références |
| ----- | -------------------------------------------------------------------------------- | ---------- | ----------------------------------------------- | ------------------------------------------ | -------------------------------- | ------- | --------- | --- |
|       | Paysage avec moulin                                                              | 1860       | Christie's                                      | Londres                                    | peinture à l'huile toile         | 26      | 33        | Société Paul Cézanne |
|       | La Tour de César                                                                 | 1862       | musée d'Orsay                                   | musée Granet                               | peinture à l'huile toile papier  | 19.2    | 30.5      | Société Paul Cézanne |
|       | Coin de rivière                                                                  | 1865       | Fondation Barnes                                | Fondation Barnes                           | peinture à l'huile toile         | 33      | 41        | Société Paul Cézanne |
|       | Rochers au bord de la mer (l'Estaque?)                                           | 1865       | Carnegie Museum of Art                          | Carnegie Museum of Art                     |                                  | 22.86   | 33.02     | Société Paul Céézanne |
|       | Rochers dans la forêt                                                            | 1865       | collection privée                               | Royaume-Uni                                | peinture à l'huile toile         | 41      | 33        | Société Paul Cézanne |
|       | Rochers                                                                          | 1867s      | collection privée                               | Paris                                      | peinture à l'huile toile         | 54.4    | 65.3      | Société Paul Cézanne |
|       | La Tranchée                                                                      | 1867       | Fondation Barnes                                | Fondation Barnes                           | peinture à l'huile carton        | 19.1    | 31.8      | Société Paul Cézanne |
|       | Usines près du Mont de Cengle                                                    | 1868s      | Fondation et Collection Emil G. Bührle          |                                            | peinture à l'huile toile         | 41      | 55        | Musée |
|       | L'Allée au Jas de Bouffan                                                        | 1869s      | National Gallery Tate                           | National Gallery Tate                      | peinture à l'huile toile         | 46      | 38.1      | Musée Tate Gallery Société Paul Cézanne |
|       | La maison de Bellevue sur la colline                                             | 1870s      | collection privée musée municipal de La Haye    | musée municipal de La Haye Japon           | peinture à l'huile toile         | 53.5    | 64        | Société Paul Cézanne |
|       | La Neige fondue à l'Estaque                                                      | 1870       | collection privée                               |                                            | peinture à l'huile toile         | 73      | 92        | Société Paul Cézanne |
|       | La Route forestière                                                              | 1870       | musée Städel                                    | musée Städel                               | peinture à l'huile toile         | 53.7    | 65        | Société Paul Cézanne |
|       | Paysage provençal (Rochers à l'Estaque)                                          | 1870       | Sotheby's                                       | Londres                                    | peinture à l'huile toile         | 59      | 78        | Société Paul Cézanne |
|       | La tranchée avec la Montagne Sainte-Victoire                                     | 1870       | Collection de peintures de l'État de Bavière    | Neue Pinakothek                            | peinture à l'huile toile         | 80.4    | 129.4     | Musée |
|       | Paysage avec moulin à eau                                                        | 1871       | Yale University Art Gallery                     | Yale University Art Gallery                | peinture à l'huile toile         | 41.3    | 54.3      | Musée |
|       | La Vieille Route à Auvers-sur-Oise                                               | 1872s      | musée d'Orsay                                   | Paris                                      | peinture à l'huile toile         | 46      | 55.5      | Société Paul Cézanne |
|       | La maison du docteur Gachet à Auvers-sur-Oise                                    | 1872s      | collection privée                               | Bâle                                       | peinture à l'huile toile         | 56      | 47        | Société Paul Cézanne |
|       | La Vieille Route à Auvers-sur-Oise                                               | 1872       | Musée des beaux-arts du Canada                  | Musée des beaux-arts du Canada             | peinture à l'huile toile         | 55.2    | 46.2      | Musée |
|       | Carrefour de la rue Rémy à Auvers-sur-Oise                                       | 1872s      | musée d'Orsay                                   | Paris                                      | peinture à l'huile toile         | 38      | 45.5      | Société Paul Cézanne |
|       | The House of Dr. Gachet in Auvers-sur-Oise                                       | 1872s      | Yale University Art Gallery                     | Yale University Art Gallery                | peinture à l'huile toile         | 61.6    | 51.1      | Musée |
|       | Le Chemin du village                                                             | 1872s      | Yale University Art Gallery                     | Yale University Art Gallery                | peinture à l'huile toile         | 38.1    | 47        | Musée |
|       | La Maison du docteur Gachet                                                      | 1872 1873s | musée d'Orsay                                   | musée d'Orsay                              | peinture à l'huile toile         | 46      | 38        | Société Paul Cézanne |
|       | Le Quartier du Four à Auvers-sur-Oise                                            | 1873       | Philadelphia Museum of Art                      | Philadelphia Museum of Art                 | peinture à l'huile toile         | 46.3    | 55.2      | Société Paul Cézanne |
|       | Vue d'Auvers-sur-Oise – La Barrière                                              | 1873       | collection privée                               |                                            | peinture à l'huile toile         | 44.5    | 34.5      | Société Paul Cézanne |
|       | La Route tournant en sous-bois                                                   | 1873s      | musée Solomon R. Guggenheim                     | musée Solomon R. Guggenheim                | peinture à l'huile toile         | 55      | 46        | Société Paul Cézanne Musée |
|       | L'Estaque, effet du soir                                                         | 1873s      | département des peintures du musée du Louvre    | salle 903                                  | peinture à l'huile toile         | 43.5    | 59.5      | Société Paul Cézanne |
|       | La Maison du pendu, Auvers-sur-Oise                                              | 1873       | musée d'Orsay                                   | musée d'Orsay                              | peinture à l'huile toile         | 55.5    | 66.3      | Société Paul Cézanne |
|       | La Maison du père Lacroix, Auvers-sur-Oise                                       | 1873       | National Gallery of Art                         | National Gallery of Art                    | peinture à l'huile toile         | 61.3    | 50.6      | Société Paul Cézanne |
|       | Vue panoramique d'Auvers-sur-Oise                                                | 1874       | Art Institute of Chicago                        | Art Institute of Chicago                   | peinture à l'huile toile         | 65.2    | 81.3      | Société Paul Cézanne |
|       | La Maison Rondest, quartier de l'Hermitage, Pontoise                             | 1874       | collection privée                               | Los Angeles                                | peinture à l'huile toile         | 65      | 54        | Société Paul Cézanne |
|       | La Route de Pontoise                                                             | 1875s      | musée des Beaux-Arts Pouchkine                  | musée des Beaux-Arts Pouchkine             | peinture à l'huile toile         | 58      | 71        | Société Paul Cézanne |
|       | Paysage avec clocher                                                             | 1875       | Maison-Blanche                                  | Washington                                 | peinture à l'huile toile         | 65      | 54        | Société Paul Cézanne |
|       | Maisons flottantes sur un fleuve                                                 | 1875       | Maison-Blanche                                  | Washington                                 | peinture à l'huile toile         | 58      | 72        | Société Paul Cézanne |
|       | Paysage au toit rouge                                                            | 1875       | collection Jean Walter et Paul Guillaume        | Musée de l'Orangerie                       | peinture à l'huile toile         | 72      | 58        | Société Paul Cézanne |
|       | Paysage                                                                          | 1876       | National Gallery of Art                         | National Gallery of Art                    | peinture à l'huile toile         | 50.2    | 60        | Société Paul Cézanne |
|       | Le village de l'Estaque vu de la mer                                             | 1876       | Fondation Barnes                                | Fondation Barnes                           | peinture à l'huile toile         | 44.1    | 81.3      | Société Paul Cézanne |
|       | La Seine au quai d'Austerlitz, d'après Guillaumin                                | 1876       | Kunsthalle de Hambourg                          | Hambourg                                   | peinture à l'huile toile         | 56      | 72        | Société Paul Cézanne |
|       | La Mer à l'Estaque                                                               | 1876       | collection privée                               |                                            | peinture à l'huile toile         | 42      | 59        | Société Paul Cézanne |
|       | Vue prise du Jas de Bouffan                                                      | 1876s      | musée d'Orsay                                   | musée Granet                               | peinture à l'huile toile         | 46      | 60.5      | Société Paul Cézanne |
|       | Le Bassin du Jas de Bouffan                                                      | 1876       | musée de l'Ermitage Collection Otto Krebs       | musée de l'Ermitage                        | peinture à l'huile toile         | 46.1    | 56.3      | Musée Société Paul Cézanne |
|       | La Baie de Marseille, avec vue sur le village Saint-Henri près de l'Estaque      | 1877s      | collection privée                               | Musée d'art de Yamagata                    | peinture à l'huile toile         | 66.5    | 83        | Société Paul Cézanne |
|       | La Côte Saint-Denis à Pontoise                                                   | 1877       | Christie's                                      | New York                                   | peinture à l'huile toile         | 66      | 54.5      | Société Paul Cézanne |
|       | Le Jardin de Maubuisson, Pontoise                                                | 1877       | collection privée                               | Texas                                      | peinture à l'huile toile         | 50      | 61        | Société Paul Cézanne |
|       | La mer à l'Estaque                                                               | 1878s      | musée Picasso                                   | musée Picasso                              | peinture à l'huile toile         | 73      | 92        | Société Paul Cézanne |
|       | La plaine de Saint-Ouen-l'Aumône vue prise des carrières du Chou                 | 1878s      | Metropolitan Museum of Art                      |                                            | gouache aquarelle                | 32.4    | 50        | Société Paul Cézanne |
|       | Vers la Montagne Sainte-Victoire                                                 | 1878       | Fondation Barnes                                | Fondation Barnes                           | peinture à l'huile toile         | 46      | 55        | |
|       | La Mer à l'Estaque                                                               | 1878       | Musée Langmatt                                  | Baden                                      | peinture à l'huile toile         | 38      | 46        | Société Paul Cézanne |
|       | Le Bassin du Jas de Bouffan                                                      | 1878       | galerie d'art Albright-Knox                     |                                            |                                  | 73.7    | 59.7      | Société Paul Cézanne |
|       | Au Fond du Ravin, l'Estaque                                                      | 1879       | musée des Beaux-Arts de Houston                 | musée des Beaux-Arts de Houston            | peinture à l'huile toile         | 74      | 54        | Société Paul Cézanne |
|       | La Conduite d'eau                                                                | 1879       | Fondation Barnes                                | Fondation Barnes                           | peinture à l'huile toile         | 60      | 50        | Société Paul Cézanne |
|       | Place de village                                                                 | 1879       | Fondation Barnes                                | Fondation Barnes                           | peinture à l'huile toile         | 53      | 64.4      | Société Paul Cézanne |
|       | Rochers à l'Estaque                                                              | 1879       | musée d'art de São Paulo                        | musée d'art de São Paulo                   | peinture à l'huile toile         | 73      | 91        | Musée Société Paul Cézanne |
|       | Paysage près de Melun                                                            | 1879       | Nasjonalgalleriet                               | Nasjonalgalleriet                          | peinture à l'huile toile         | 60      | 73        | Musée Société Paul Cézanne |
|       | Le Barrage de François Zola                                                      | 1879       | Musée national du pays de Galles                | Musée national du pays de Galles           | peinture à l'huile toile         | 53.5    | 72.4      | Société Paul Cézanne |
|       | Groupe de maisons, paysage d'île de France                                       | 1879       | Ashmolean Museum                                | inconnu                                    | peinture à l'huile toile         | 46      | 55        | Société Paul Cézanne |
|       | Melun vu depuis Le Mée-sur-Seine                                                 | 1879       | collection privée                               | Monaco                                     | peinture à l'huile toile         | 59.7    | 73        | Société Paul Cézanne |
|       | Paysage                                                                          | 1879       | Fondation et Collection Emil G. Bührle          |                                            | peinture à l'huile toile         | 54      | 73        | Musée |
|       | Paysage avec conduite d’eau                                                      | 1879       | collection privée                               |                                            |                                  | 46      | 55        | Société Paul Cézanne |
|       | Cour de ferme à Auvers                                                           | 1879       | musée d'Orsay                                   | musée d'Orsay                              | peinture à l'huile toile         | 630     | 520       | Société Paul Cézanne |
|       | Les Peupliers                                                                    | 1879       | musée d'Orsay                                   | musée d'Orsay musée des Beaux-Arts de Lyon | peinture à l'huile toile         | 65      | 80        | Société Paul Cézanne |
|       | Le Pont de Maincy                                                                | 1879 1879s | musée d'Orsay                                   | musée d'Orsay                              | peinture à l'huile toile         | 59      | 72        | Société Paul Cézanne |
|       | Neige fondante à Fontainebleau                                                   | 1879       | Museum of Modern Art                            | Museum of Modern Art                       | peinture à l'huile toile         | 76.6    | 100.6     | Société Paul Cézanne |
|       | La Route tournante                                                               | 1880s      | musée des Beaux-Arts de Boston                  | musée des Beaux-Arts de Boston             | peinture à l'huile toile         | 60.6    | 73.3      | Société Paul Cézanne |
|       | Maison devant la Sainte-Victoire près de Gardanne                                | 1880s      | musée d'art d'Indianapolis                      | musée d'art d'Indianapolis                 | peinture à l'huile toile         | 65.5    | 81.3      | Société Paul Cézanne Musée |
|       | L'Estaque                                                                        | 1880s      | Museum of Modern Art                            | Museum of Modern Art                       | peinture à l'huile toile         | 80      | 99.3      | Société Paul Cézanne |
|       | Bassin et lavoir du Jas de Bouffan                                               | 1880s      | Metropolitan Museum of Art                      | Metropolitan Museum of Art                 | peinture à l'huile toile         | 64.8    | 81        | Société Paul Cézanne |
|       | Le Château Noir                                                                  | 1880s      | musée Boijmans Van Beuningen                    |                                            | crayon aquarelle                 | 485     | 315       | Société Paul Cézanne |
|       | La Colline des Pauvres près du Château Noir, avec vue sur Saint-Joseph           | 1880s      | Metropolitan Museum of Art                      | Metropolitan Museum of Art                 | peinture à l'huile toile         | 65.1    | 81.3      | Société Paul Cézanne |
|       | Le Chemin qui monte                                                              | 1880s      | National Gallery of Victoria                    | National Gallery of Victoria               | peinture à l'huile toile         | 59      | 71        | Société Paul Cézanne |
|       | Les Arbres du Jas de Bouffan dénudés                                             | 1880s      | musée national de l'art occidental              | musée national de l'art occidental         | peinture à l'huile toile         | 603     | 730       | Musée Société Paul Cézanne |
|       | Le Grand Pin                                                                     | 1880s      | musée d'art de São Paulo                        | musée d'art de São Paulo                   | peinture à l'huile toile         | 84      | 92        | Musée Société Paul Cézanne |
|       | Les Grands Arbres au Jas de Bouffan                                              | 1880s      | Christie's                                      | New York                                   | peinture à l'huile toile         | 73      | 59        | Société Paul Cézanne |
|       | Rochers, pins et mer à l'Estaque                                                 | 1880s      | Staatliche Kunsthalle Karlsruhe                 | Karlsruhe                                  | peinture à l'huile toile         | 100     | 81        | Musée Société Paul Cézanne |
|       | Vue sur l'Estaque                                                                | 1880s      | collection privée                               |                                            | peinture à l'huile toile         | 60      | 73        | Société Paul Cézanne |
|       | Baie de l'Estaque                                                                | 1880       | Philadelphia Museum of Art                      | Philadelphia Museum of Art                 | peinture à l'huile toile         | 60.3    | 74.3      | Société Paul Cézanne |
|       | La Route vers l'étang                                                            | 1880       | musée Kröller-Müller                            | musée Kröller-Müller                       | peinture à l'huile toile         | 920     | 750       | Musée Société Paul Cézanne |
|       | Les Marronniers du Jas de Bouffan en hiver                                       | 1880       | Minneapolis Institute of Art                    | Minneapolis Institute of Art               | peinture à l'huile toile         | 71.12   | 90.17     | Société Paul Cézanne Musée |
|       | L'Arbre au tournant                                                              | 1881s      | musée d'Israël                                  | musée d'Israël                             | peinture à l'huile toile         | 600     | 730       | Société Paul Cézanne |
|       | Le Hameau des Pâtis à Pontoise, encadré par des arbres                           | 1881       | Nationalmuseum                                  | Nationalmuseum                             | peinture à l'huile toile         | 73      | 92        | Société Paul Cézanne |
|       | Maisons au Chou, à Pontoise                                                      | 1881       | collection privée                               |                                            | peinture à l'huile toile         | 80      | 63.5      | Société Paul Cézanne |
|       | Le moulin sur la Couleuvre à Pontoise                                            | 1881       | Musées d'État de Berlin                         | Alte Nationalgalerie                       | peinture à l'huile toile         | 73.5    | 91.5      | Musée Société Paul Cézanne |
|       | Le Pont et le déversoir à Pontoise                                               | 1881       | musée national de l'art occidental              | musée national de l'art occidental         | peinture à l'huile toile         | 60      | 73        | Musée Société Paul Cézanne |
|       | La campagne d'Auvers-sur-Oise                                                    | 1881       | Fondation Vassílis et Elísa Goulandrís          | Musée d'art contemporain Goulandrís        | peinture à l'huile toile         | 92      | 73        | Musée |
|       | Maisons au bord d'une route, I                                                   | 1881       | musée de l'Ermitage Collection Otto Krebs       | musée de l'Ermitage                        | peinture à l'huile toile         | 60      | 73.5      | Musée Société Paul Cézanne |
|       | L'Estaque le matin, vu à contre-jour                                             | 1882s      | musée d'Israël                                  | musée d'Israël                             | peinture à l'huile toile         | 60      | 92        | Société Paul Cézanne |
|       | Le Viaduc à l'Estaque                                                            | 1882       | Galerie nationale de Finlande                   | musée d'art Ateneum                        | peinture à l'huile toile         | 56      | 65.5      | Musée Société Paul Cézanne |
|       | Ferme en Normandie, été (Hattenville)                                            | 1882       | Christie's                                      | Londres                                    | peinture à l'huile toile         | 64      | 80        | Société Paul Cézanne |
|       | Ferme normande, été (Hattenville)                                                | 1882       | collection privée                               | Courtauld Gallery                          | peinture à l'huile toile         | 49.5    | 66        | Société Paul Cézanne |
|       | L'Estaque                                                                        | 1882       | musée d'Orsay                                   | musée d'Orsay                              | peinture à l'huile toile         | 58      | 72        | Société Paul Cézanne |
|       | La Montagne Sainte-Victoire vue de Montbriand                                    | 1882       | Metropolitan Museum of Art                      | Metropolitan Museum of Art                 | peinture à l'huile toile         | 65.4    | 81.6      | Société Paul Cézanne |
|       | Maisons en provence : La vallée de Riaux près de l'Estaque                       | 1883       | National Gallery of Art                         | National Gallery of Art                    | peinture à l'huile toile         | 65      | 81.3      | Société Paul Cézanne |
|       | Saint-Henri et le golfe de Marseille                                             | 1883       | Philadelphia Museum of Art                      | Philadelphia Museum of Art                 | peinture à l'huile toile         | 65.9    | 81.3      | Société Paul Cézanne |
|       | Marronniers et ferme au Jas de Bouffan.                                          | 1884       | Norton Simon Museum                             | Norton Simon Museum Pasadena               | peinture à l'huile toile         | 91.8 92 | 72.9 73.7 | Musée Société Paul Cézanne |
|       | Paysage d'automne                                                                | 1884       | Fondation Barnes                                | Fondation Barnes                           | peinture à l'huile toile         | 61.9    | 80.3      | Société Paul Cézanne |
|       | Le bassin et l'allée des marronniers au Jas de Bouffan                           | 1884s      | musée Städel                                    |                                            | aquarelle                        | 31      | 47        | Société Paul Cézanne |
|       | Le Village de Gardanne                                                           | 1885s      | Brooklyn Museum                                 | Brooklyn Museum                            | peinture à l'huile toile         | 92.1    | 73.2      | Société Paul Cézanne |
|       | Gardanne (vue verticale)                                                         | 1885s      | Metropolitan Museum of Art                      | Metropolitan Museum of Art                 | peinture à l'huile toile         | 80      | 64.1      | Société Paul Cézanne |
|       | Arbres et maisons au lieu-dit La Durane                                          | 1885s      | collection Jean Walter et Paul Guillaume        | Musée de l'Orangerie                       | peinture à l'huile toile         | 54      | 73        | Société Paul Cézanne |
|       | Gardanne (vue horizontale).                                                      | 1885s      | Fondation Barnes                                | Fondation Barnes                           | peinture à l'huile toile         | 64.8    | 100.3     | Société Paul Cézanne |
|       | L'allée au Jas de Bouffan                                                        | 1885s      | musée Boijmans Van Beuningen                    | musée Boijmans Van Beuningen               |                                  | 30.7    | 47.8      | Société Paul Cézanne |
|       | Le golfe de Marseille vu de l'Estaque                                            | 1885       | Metropolitan Museum of Art                      | Metropolitan Museum of Art                 | peinture à l'huile toile         | 73      | 100.3     | Société Paul Cézanne |
|       | Le Golfe de Marseille vu de l'Estaque                                            | 1885       | Art Institute of Chicago                        | Art Institute of Chicago                   | peinture à l'huile toile         | 80.2    | 100.6     | Société Paul Cézanne |
|       | La Chaîne de l'Étoile avec le Pilon du Roi                                       | 1885       | Fondation Barnes                                | Philadelphie                               | graphite aquarelle papier crayon | 31.4    | 48.6      | Société Paul Cézanne |
|       | Arbres et maisons au lieu-dit « La Durane »                                      | 1885       | Nasjonalgalleriet                               | Nasjonalgalleriet                          | peinture à l'huile toile         | 59      | 81.3      | Musée Société Paul Cézanne |
|       | Les Marronniers du Jas de Bouffan                                                | 1885       | Fondation Volkart                               | Winterthour                                | peinture à l'huile toile         | 65      | 81        | Société Paul Cézanne |
|       | Marronniers et ferme du Jas de Bouffan                                           | 1885       | collection privée                               | New York                                   | peinture à l'huile toile         | 65.5    | 81.3      | Société Paul Cézanne |
|       | Maisons Provençales, Encagnane                                                   | 1885       | musée d'Art de l'université de Princeton        |                                            | peinture à l'huile toile         | 33      | 48.2      | Société Paul Cézanne |
|       | Paysage du Nord                                                                  | 1885       | Q10854956                                       |                                            | peinture à l'huile toile         | 45      | 53.5      | https://www.cezannecatalogue.com/catalogue/entry.php?id=528 |
|       | Château Noir derrière les arbres                                                 | 1885       | musée Oskar Reinhart « Am Römerholz »           | Winterthour                                | peinture à l'huile toile         | 73      | 92        | https://www.cezannecatalogue.com/catalogue/entry.php?id=511 |
|       | Environs du Jas de Bouffan                                                       | 1885s      | musée Solomon R. Guggenheim                     | musée Solomon R. Guggenheim                | peinture à l'huile toile         | 65      | 81        | https://www.cezannecatalogue.com/catalogue/entry.php?id=515 |
|       | Arbres et maisons au lieu-dit « La Durane »                                      | 1885s      | Metropolitan Museum of Art                      | Metropolitan Museum of Art                 | peinture à l'huile toile         | 67.9    | 92.1      | https://www.cezannecatalogue.com/catalogue/entry.php?id=535 |
|       | La Montagne Sainte-Victoire vue de Bellevue                                      | 1885       | Fondation Barnes                                | Fondation Barnes                           | peinture à l'huile toile         | 73      | 92        | https://www.cezannecatalogue.com/catalogue/entry.php?id=744 |
|       | Le Clos normand (Hattenville)                                                    | 1885       | Albertina                                       | Albertina                                  | peinture à l'huile toile         | 50      | 65        | https://www.cezannecatalogue.com/catalogue/entry.php?id=496 |
|       | La Montagne Sainte-Victoire au grand pin                                         | 1886s      | The Phillips Collection                         | The Phillips Collection                    | peinture à l'huile toile         | 59.7    | 72.5      | http://www.phillipscollection.org/collection/browse-the-collection?id=0285 https://www.cezannecatalogue.com/catalogue/entry.php?id=581                                                                                                |
|       | Maison dans la campagne aixoise                                                  | 1886       | musée d'Art de Dallas                           | Dallas                                     | peinture à l'huile toile         | 66.04   | 82.55     | https://www.cezannecatalogue.com/catalogue/entry.php?id=580 |
|       | Hameau à Payennet près de Gardanne                                               | 1886       | Maison-Blanche                                  | Washington                                 | peinture à l'huile toile         | 62.5    | 91        | https://www.cezannecatalogue.com/catalogue/entry.php?id=559 |
|       | Environs de Gardanne                                                             | 1886       | collection privée                               | New York                                   | peinture à l'huile toile         | 60      | 73        | https://www.cezannecatalogue.com/catalogue/entry.php?id=562 |
|       | Paysage avec peupliers                                                           | 1886s      | National Gallery                                | National Gallery                           | peinture à l'huile toile         | 71      | 58        | http://www.nationalgallery.org.uk/paintings/paul-cezanne-landscape-with-poplars https://www.cezannecatalogue.com/catalogue/entry.php?id=532                                                                                           |
|       | Prairie et ferme du Jas de Bouffan                                               | 1886s      | Musée des beaux-arts du Canada                  | Musée des beaux-arts du Canada             | peinture à l'huile toile         | 66      | 81.5      | https://www.gallery.ca/collection/artwork/meadow-and-farm-of-jas-de-bouffan https://www.cezannecatalogue.com/catalogue/entry.php?id=514                                                                                               |
|       | Marronniers et ferme du Jas de Bouffan.                                          | 1886       | musée des Beaux-Arts Pouchkine                  | musée des Beaux-Arts Pouchkine             | peinture à l'huile toile         | 72      | 91        | https://www.cezannecatalogue.com/catalogue/entry.php?id=554 |
|       | La Montagne Sainte-Victoire au grand pin                                         | 1887       | Institut Courtauld                              | Institut Courtauld                         | peinture à l'huile toile         | 67      | 92        | https://www.cezannecatalogue.com/catalogue/entry.php?id=582 |
|       | La montagne Sainte-Victoire vue du Pont de Bayeux à Meyreuil                     | 1887       | National Gallery of Art                         | National Gallery of Art                    | peinture à l'huile toile         | 67.2    | 91.3      | https://www.cezannecatalogue.com/catalogue/entry.php?id=561 |
|       | Maison et ferme du Jas de Bouffan                                                | 1887       | Galerie nationale à Prague                      | Veletržní palác                            | peinture à l'huile toile         | 60.8    | 73.8      | http://sbirky.ngprague.cz/dielo/CZE:NG.O_3203 https://www.cezannecatalogue.com/catalogue/entry.php?id=583 |
|       | La Ferme au Jas de Bouffan                                                       | 1887       | Fondation Barnes                                | Fondation Barnes                           | peinture à l'huile toile         | 60      | 73.3      | https://www.cezannecatalogue.com/catalogue/entry.php?id=579 |
|       | Le Grand Pin                                                                     | 1887       | musée d'art de São Paulo                        | São Paulo                                  | peinture à l'huile toile         | 84      | 92        | https://www.cezannecatalogue.com/catalogue/entry.php?id=584 |
|       | Maison au toit rouge (Jas de Bouffan)                                            | 1887       | collection privée                               | Allemagne                                  | peinture à l'huile toile         | 73      | 92        | https://www.cezannecatalogue.com/catalogue/entry.php?id=586 |
|       | Paysage                                                                          | 1888s      | musée Ohara                                     | musée Ohara                                | peinture à l'huile toile         | 650     | 812       | https://www.cezannecatalogue.com/catalogue/entry.php?id=587 |
|       | Bords de Marne                                                                   | 1888       | musée de l'Ermitage                             | musée de l'Ermitage                        | peinture à l'huile toile         | 65.5    | 81.3      | https://www.hermitagemuseum.org/wps/portal/hermitage/digital-collection/01.+Paintings/28719/ https://www.cezannecatalogue.com/catalogue/entry.php?id=605                                                                              |
|       | Allée à Chantilly                                                                | 1888       | National Gallery                                | National Gallery                           | peinture à l'huile toile         | 82      | 66        | http://www.nationalgallery.org.uk/paintings/paul-cezanne-avenue-at-chantilly https://www.cezannecatalogue.com/catalogue/entry.php?id=597                                                                                              |
|       | L'Allée des marronniers au Jas de Bouffan                                        | 1888       | Fondation Barnes                                | Fondation Barnes                           | peinture à l'huile toile         | 81      | 64.5      | https://www.cezannecatalogue.com/catalogue/entry.php?id=599 |
|       | L'Allée à Chantilly                                                              | 1888       | musée d'art de Toledo                           | Washington                                 | peinture à l'huile toile         | 81      | 65        | https://www.cezannecatalogue.com/catalogue/entry.php?id=598 |
|       | Maison au bord de la Marne                                                       | 1888       | Maison-Blanche                                  | Washington                                 | peinture à l'huile toile         | 73      | 91        | https://www.cezannecatalogue.com/catalogue/entry.php?id=604 |
|       | Château des environs de Paris                                                    | 1888       | musée des Beaux-Arts de Berne                   | Berne                                      | peinture à l'huile toile         | 73      | 92        | https://www.cezannecatalogue.com/catalogue/entry.php?id=612 |
|       | Château Noir du Tholonet par Paul Cézanne                                        | 1888       |                                                 |                                            |                                  |         |           | |
|       | Le Chemin de halage sur les bords de la Marne à Créteil                          | 1888       | Galerie d'art de Nouvelle-Galles du Sud         | Galerie d'art de Nouvelle-Galles du Sud    | peinture à l'huile toile         | 63      | 79        | http://www.artgallery.nsw.gov.au/collection/works/320.2008/ https://www.cezannecatalogue.com/catalogue/entry.php?id=610 |
|       | La Montagne Sainte-Victoire.                                                     | 1888       | Stedelijk Museum Amsterdam                      | Stedelijk Museum Amsterdam                 | peinture à l'huile toile         | 54      | 65        | http://www.stedelijk.nl/en/artwork/310-la-montagne-sainte-victoire https://www.stedelijk.nl/en/collection/310-paul-cezanne-la-montagne-sainte-victoire https://www.cezannecatalogue.com/catalogue/entry.php?id=591                    |
|       | Cabane de chasse en Provence                                                     | 1889       | Fondation Barnes                                | Fondation Barnes                           | peinture à l'huile toile         | 58.3    | 81        | https://www.cezannecatalogue.com/catalogue/entry.php?id=614 |
|       | Etude d'arbres et de rochers                                                     | 1890s      | Brooklyn Museum                                 | Brooklyn Museum                            | graphite                         | 49.5    | 32.1      | https://www.cezannecatalogue.com/catalogue/entry.php?id=1388 |
|       | Dans le parc de Château Noir                                                     | 1890s      | collection Jean Walter et Paul Guillaume        | Musée de l'Orangerie                       |                                  | 92      | 73        | https://www.cezannecatalogue.com/catalogue/entry.php?id=852 https://www.musee-orangerie.fr/fr/oeuvre/dans-le-parc-de-chateau-noir |
|       | Maison et arbes                                                                  | 1890s      | Fondation Barnes                                | Fondation Barnes                           | peinture à l'huile toile         | 65.4    | 81.3      | https://www.cezannecatalogue.com/catalogue/entry.php?id=611 |
|       | La remise à Château Noir                                                         | 1890s      | Fondation Barnes                                | Fondation Barnes                           | crayon aquarelle papier          | 31.4    | 48.4      | https://www.cezannecatalogue.com/catalogue/entry.php?id=1375 |
|       | Paysage des environs d'Aix (la plaine de l'Arc)                                  | 1890s      | Carnegie Museum of Art                          | Carnegie Museum of Art                     | peinture à l'huile toile         | 82.55   | 66.36     | https://www.cezannecatalogue.com/catalogue/entry.php?id=735 |
|       | Au bord de l'eau                                                                 | 1890       | National Gallery of Art                         | National Gallery of Art                    | peinture à l'huile toile         | 73      | 92.5      | https://www.cezannecatalogue.com/catalogue/entry.php?id=702 |
|       | Maison en Provence                                                               | 1890       | Fondation Barnes                                | Fondation Barnes                           | peinture à l'huile toile         | 65.7    | 81        | https://www.cezannecatalogue.com/catalogue/entry.php?id=664 |
|       | Arbres et route                                                                  | 1890       | Fondation Barnes                                | Fondation Barnes                           | peinture à l'huile toile         | 73      | 60        | https://www.cezannecatalogue.com/catalogue/entry.php?id=675 |
|       | ©                                                                                | 1890       | musée d'Israël                                  | musée d'Israël                             | peinture à l'huile toile         | 81      | 65        | https://www.cezannecatalogue.com/catalogue/entry.php?id=705 |
|       | Sous-bois                                                                        | 1890       | Maison-Blanche                                  | Washington                                 | peinture à l'huile toile         | 73      | 92        | https://www.cezannecatalogue.com/catalogue/entry.php?id=677 |
|       | Montagne Sainte-Victoire et viaduc du côté de Valcros                            | 1890       | musée des Beaux-Arts Pouchkine                  |                                            | peinture à l'huile toile         | 91      | 72        | https://www.cezannecatalogue.com/catalogue/entry.php?id=673 |
|       | L'Allée au Jas de Bouffan                                                        | 1890       | Fondation Garengo                               | musée d'Art et d'Histoire de Genève        | peinture à l'huile toile         | 73      | 92        | https://www.cezannecatalogue.com/catalogue/entry.php?id=665 |
|       | Montagne Sainte-Victoire                                                         | 1890s      | musée d'Orsay                                   | musée d'Orsay                              | peinture à l'huile toile         | 650     | 950       | https://www.cezannecatalogue.com/catalogue/entry.php?id=676 |
|       | La Maison de Bellevue                                                            | 1890       | musée d'Art et d'Histoire de Genève             | musée d'Art et d'Histoire de Genève        | peinture à l'huile toile         | 60      | 73        | https://www.cezannecatalogue.com/catalogue/entry.php?id=669 |
|       | La Montagne Sainte-Victoire                                                      | 1890       | Galeries nationales d'Écosse                    | Galeries nationales d'Écosse               | peinture à l'huile toile         | 55      | 65.4      | https://art.nationalgalleries.org/art-and-artists/4743/montagne-sainte-victoire-1890-1895 https://art.nationalgalleries.org/art-and-artists/4743/montagne-sainte-victoire https://www.cezannecatalogue.com/catalogue/entry.php?id=875 |
|       | Château Noir devant la Montagne Sainte-Victoire                                  | 1890       | Albertina                                       | Albertina                                  | crayon papier aquarelle          | 31      | 48.3      | https://www.cezannecatalogue.com/catalogue/entry.php?id=1374 |
|       | Pigeonnier de Bellevue                                                           | 1890       | Cleveland Museum of Art                         | Cleveland Museum of Art                    | peinture à l'huile toile         | 65.6    | 81.5      | https://clevelandart.org/art/1936.19 https://www.cezannecatalogue.com/catalogue/entry.php?id=670 |
|       | La Plaine de Bellevue, dit aussi Les Terres Rouges                               | 1891       | Fondation Barnes                                | Fondation Barnes                           | peinture à l'huile toile         | 81      | 100       | https://www.cezannecatalogue.com/catalogue/entry.php?id=694 |
|       | La Route en Provence                                                             | 1891s      | National Gallery                                | National Gallery                           | peinture à l'huile toile         | 63.5    | 79.4      | http://www.nationalgallery.org.uk/paintings/paul-cezanne-hillside-in-provence https://www.cezannecatalogue.com/catalogue/entry.php?id=696                                                                                             |
|       | La Maison lézardée                                                               | 1892s      | Metropolitan Museum of Art                      | Metropolitan Museum of Art                 | peinture à l'huile toile         | 80      | 64.1      | https://www.cezannecatalogue.com/catalogue/entry.php?id=737 |
|       | Campagnes de Bellevue                                                            | 1892s      | The Phillips Collection                         | The Phillips Collection                    | peinture à l'huile toile         | 36.2    | 50.2      | http://www.phillipscollection.org/collection/browse-the-collection?id=0283 https://www.cezannecatalogue.com/catalogue/entry.php?id=695                                                                                                |
|       | Arbres et maisons au bord de l'eau                                               | 1892       | Art Institute of Chicago                        | Art Institute of Chicago                   | peinture à l'huile toile         | 51.5    | 61        | https://www.cezannecatalogue.com/catalogue/entry.php?id=701 |
|       | Meule et citerne en sous-bois                                                    | 1892       | Fondation Barnes                                | Fondation Barnes                           | peinture à l'huile toile         | 65.1    | 81        | https://www.cezannecatalogue.com/catalogue/entry.php?id=741 |
|       | Rochers à Fontainebleau                                                          | 1893       | Metropolitan Museum of Art                      | Metropolitan Museum of Art                 | peinture à l'huile toile         | 73.3    | 92.4      | https://www.cezannecatalogue.com/catalogue/entry.php?id=752 |
|       | Sous-bois                                                                        | 1893       | musée d'Art du comté de Los Angeles             | musée d'Art du comté de Los Angeles        | peinture à l'huile toile         | 116     | 81        | https://www.cezannecatalogue.com/catalogue/entry.php?id=791 |
|       | Bibémus                                                                          | 1894s      | Fondation Barnes                                | Fondation Barnes                           | peinture à l'huile toile         | 46.3    | 55        | https://www.cezannecatalogue.com/catalogue/entry.php?id=770 |
|       | Bibémus                                                                          | 1894       | musée Solomon R. Guggenheim                     | musée Solomon R. Guggenheim                | peinture à l'huile toile         | 71      | 90        | https://www.cezannecatalogue.com/catalogue/entry.php?id=954 https://www.guggenheim.org/artwork/785 |
|       | Le Pont sur la Marne à Créteil                                                   | 1894       | musée des Beaux-Arts Pouchkine                  | musée des Beaux-Arts Pouchkine             | peinture à l'huile toile         | 71      | 90        | https://www.cezannecatalogue.com/catalogue/entry.php?id=707 |
|       | Paysage d'hiver (Giverny)                                                        | 1894       | Philadelphia Museum of Art                      | Philadelphia Museum of Art                 | peinture à l'huile toile         | 65.1    | 81        | https://www.cezannecatalogue.com/catalogue/entry.php?id=754 |
|       | Paysage au bord de l'eau                                                         | 1895       | National Gallery of Art                         | National Gallery of Art                    | peinture à l'huile toile         | 73      | 92.3      | https://www.cezannecatalogue.com/catalogue/entry.php?id=700 |
|       | Le Rocher rouge                                                                  | 1895       | collection Jean Walter et Paul Guillaume        | Musée de l'Orangerie                       | peinture à l'huile toile         | 91      | 66        | https://www.cezannecatalogue.com/catalogue/entry.php?id=775 |
|       | La carrière de Bibémus                                                           | 1895       | Fondation Barnes                                | Fondation Barnes                           | peinture à l'huile toile         | 92.1    | 73.3      | https://www.cezannecatalogue.com/catalogue/entry.php?id=811 |
|       | La Maison Maria sur la route du Château Noir                                     | 1895       | musée d'art Kimbell                             | musée d'art Kimbell                        | peinture à l'huile toile         | 65      | 81        | https://www.cezannecatalogue.com/catalogue/entry.php?id=769 |
|       | Eau courante en sous-bois                                                        | 1895       | Cleveland Museum of Art                         | Cleveland Museum of Art                    |                                  | 59.2    | 81        | https://clevelandart.org/art/1958.20 https://www.cezannecatalogue.com/catalogue/entry.php?id=743 |
|       | La Carrière de Bibémus                                                           | 1895       | musée Folkwang                                  | Essen                                      | peinture à l'huile toile         | 65      | 81        | https://www.cezannecatalogue.com/catalogue/entry.php?id=773 http://sammlung-online.museum-folkwang.de/eMuseumPlus?service=ExternalInterface&module=collection&objectId=3039&viewType=detailView                                       |
|       | Clairière                                                                        | 1895       | musée d'art de Toledo                           | Toledo                                     | peinture à l'huile toile         | 100     | 81        | https://www.cezannecatalogue.com/catalogue/entry.php?id=790 |
|       | Le pont de l'île Machefer à Saint-Maur-des-Fossés                                | 1895       | musée des Beaux-Arts Pouchkine                  | musée des Beaux-Arts Pouchkine             | peinture à l'huile toile         | 64      | 79        | https://www.cezannecatalogue.com/catalogue/entry.php?id=703 |
|       | Paysage près d'Aix avec la tour de César                                         | 1895       | musée Boijmans Van Beuningen                    | musée Boijmans Van Beuningen               | peinture à l'huile toile         | 73      | 113.5     | https://www.cezannecatalogue.com/catalogue/entry.php?id=771 |
|       | Grand pin et terres rouges                                                       | 1896s      | musée de l'Ermitage                             | musée de l'Ermitage                        | peinture à l'huile toile         | 72      | 91        | https://www.hermitagemuseum.org/wps/portal/hermitage/digital-collection/01.+Paintings/28721/ https://www.cezannecatalogue.com/catalogue/entry.php?id=738                                                                              |
|       | Montagne Sainte-Victoire                                                         | 1897s      | musée de l'Ermitage                             | musée de l'Ermitage                        | peinture à l'huile toile         |         |           | |
|       | Pins et Rochers, Fontainebleau                                                   | 1897       | Museum of Modern Art                            | Museum of Modern Art                       | peinture à l'huile toile         | 81.3    | 65.4      | https://www.cezannecatalogue.com/catalogue/entry.php?id=880 |
|       | Intérieur de forêt                                                               | 1898       | musée des beaux-arts de San Francisco           | California Palace of the Legion of Honor   | peinture à l'huile toile         | 61      | 81        | http://art.famsf.org/paul-c%C3%A9zanne/forest-interior-19774 https://www.cezannecatalogue.com/catalogue/entry.php?id=879 |
|       | La Carrière de Bibémus                                                           | 1898       | musée d'art Nelson-Atkins                       | Kansas City                                | peinture à l'huile toile         | 65      | 54        | https://www.cezannecatalogue.com/catalogue/entry.php?id=814 |
|       | La Carrière de Bibémus                                                           | 1898       | collection privée                               |                                            | peinture à l'huile toile         | 65      | 54        | https://www.cezannecatalogue.com/catalogue/entry.php?id=813 |
|       | La Montagne Sainte-Victoire vue de Bibémus                                       | 1898       | musée d'art de Baltimore                        | musée d'art de Baltimore                   | peinture à l'huile toile         | 65.1    | 81.3      | https://www.cezannecatalogue.com/catalogue/entry.php?id=812 |
|       | La Route tournante à Montgeroult                                                 | 1898       | Museum of Modern Art                            | Museum of Modern Art                       | peinture à l'huile toile         | 813     | 657       | https://www.cezannecatalogue.com/catalogue/entry.php?id=804 |
|       | L'Allée de Marines                                                               | 1898       | Fondation Barnes                                | Fondation Barnes                           | peinture à l'huile toile         | 65.4    | 97.8      | https://www.cezannecatalogue.com/catalogue/entry.php?id=805 |
|       | L'Église de Montigny-sur-Loing                                                   | 1898       | Fondation Barnes                                | Fondation Barnes                           | peinture à l'huile toile         | 93      | 74        | https://www.cezannecatalogue.com/catalogue/entry.php?id=807 |
|       | La Meule                                                                         | 1899s      | Philadelphia Museum of Art                      | Philadelphia Museum of Art                 | peinture à l'huile toile         | 73      | 92        | https://www.cezannecatalogue.com/catalogue/entry.php?id=740 |
|       | La Route tournante ; Matinée de printemps à Saint-Antonin                        | 1900s      | National Gallery of Art                         | National Gallery of Art                    | peinture à l'huile toile         | 82.1    | 66        | https://www.cezannecatalogue.com/catalogue/entry.php?id=903 |
|       | Château Noir                                                                     | 1900s      | National Gallery of Art                         | National Gallery of Art                    | peinture à l'huile toile         | 73.7    | 96.6      | https://www.cezannecatalogue.com/catalogue/entry.php?id=910 |
|       | Rochers et branches à Bibémus                                                    | 1900s      | musée des Beaux-Arts de la ville de Paris       | Petit Palais                               | peinture à l'huile toile         | 61      | 50.5      | https://www.cezannecatalogue.com/catalogue/entry.php?id=855 |
|       | Sous-bois provençal                                                              | 1900s      | galerie d'art Albright-Knox                     |                                            |                                  | 79.4    | 62.3      | https://www.cezannecatalogue.com/catalogue/entry.php?id=859 |
|       | Vue vers la route du Tholonet près du Château Noir                               | 1900s      | musée d'Art de l'université de Princeton        |                                            | peinture à l'huile toile         | 101.1   | 81.3      | https://www.cezannecatalogue.com/catalogue/entry.php?id=915 |
|       | Sous-bois provençal                                                              | 1900s      | Fondation Beyeler                               |                                            | peinture à l'huile toile         | 81      | 64.5      | https://www.cezannecatalogue.com/catalogue/entry.php?id=858 |
|       | La Montagne Sainte-Victoire au-dessus de la route du Tholonet                    | 1900       | musée de l'Ermitage                             | musée de l'Ermitage                        | peinture à l'huile toile         | 78      | 99        | https://www.hermitagemuseum.org/wps/portal/hermitage/digital-collection/01.+Paintings/28723/ https://www.cezannecatalogue.com/catalogue/entry.php?id=873                                                                              |
|       | La Montagne Sainte-Victoire                                                      | 1900       | Fondation Barnes                                | Fondation Barnes                           | crayon aquarelle papier          | 31.5    | 48.5      | https://www.cezannecatalogue.com/catalogue/entry.php?id=1478 |
|       | La Montagne Sainte-Victoire                                                      | 1900       | Fondation Barnes                                | Fondation Barnes                           | crayon aquarelle papier          | 31.8    | 48.3      | https://www.cezannecatalogue.com/catalogue/entry.php?id=1486 |
|       | Arbres                                                                           | 1900       | Fondation Barnes                                | Fondation Barnes                           | crayon aquarelle papier          | 31      | 47.5      | https://www.cezannecatalogue.com/catalogue/entry.php?id=1507 |
|       | Arbres et rochers                                                                | 1900       | Q5284947                                        |                                            | peinture à l'huile toile         | 61      | 50        | https://www.cezannecatalogue.com/catalogue/entry.php?id=862 |
|       | La Montagne Sainte-Victoire vue des Lauves                                       | 1902s      | musée d'art Nelson-Atkins                       | musée d'art Nelson-Atkins                  | peinture à l'huile toile         | 65      | 81.3      | https://www.cezannecatalogue.com/catalogue/entry.php?id=887 |
|       | La Montagne Sainte-Victoire vue des Lauves                                       | 1902s      | Tate                                            |                                            |                                  |         |           | https://www.cezannecatalogue.com/catalogue/entry.php?id=1570 |
|       | La Montagne Sainte-Victoire vue des Lauves                                       | 1902s      | Museum of Modern Art                            |                                            |                                  |         |           | https://www.cezannecatalogue.com/catalogue/entry.php?id=1578 |
|       | La terrasse du jardin des Lauves                                                 | 1902s      | Morgan Library and Museum                       |                                            | aquarelle crayon                 | 43.2    | 53.4      | https://www.cezannecatalogue.com/catalogue/entry.php?id=1604 |
|       | La Montagne Sainte-Victoire vue des Lauves                                       | 1902       | Metropolitan Museum of Art                      | Metropolitan Museum of Art                 | peinture à l'huile toile         | 57.2    | 97.2      | https://www.cezannecatalogue.com/catalogue/entry.php?id=889 |
|       | Sous-bois – La Forêt                                                             | 1902       | Fitzwilliam Museum                              | Fitzwilliam Museum                         | peinture à l'huile toile         | 62.2    | 51.5      | http://data.fitzmuseum.cam.ac.uk/id/object/2515 https://www.cezannecatalogue.com/catalogue/entry.php?id=857 |
|       | Sous-bois devant les grottes au-dessus du Château Noir                           | 1902s      | National Gallery                                | National Gallery                           | peinture à l'huile toile         | 90.7    | 71.4      | http://www.nationalgallery.org.uk/paintings/paul-cezanne-the-grounds-of-the-chateau-noir https://www.cezannecatalogue.com/catalogue/entry.php?id=854                                                                                  |
|       | Forêt                                                                            | 1902       | Musée des beaux-arts du Canada                  | Musée des beaux-arts du Canada             | peinture à l'huile toile         | 81.9    | 66        | http://www.gallery.ca/en/see/collections/artwork.php?mkey=3240 https://www.gallery.ca/collection/artwork/forest-7 https://www.cezannecatalogue.com/catalogue/entry.php?id=861                                                         |
|       | La Montagne Sainte-Victoire vue des Lauves                                       | 1902-06    | Philadelphia Museum of Art                      | Philadelphia Museum of Art                 | peinture à l'huile toile         | 65      | 81        | https://www.cezannecatalogue.com/catalogue/entry.php?id=885 |
|       | Château Noir                                                                     | 1903s      | musée Picasso                                   |                                            | peinture à l'huile toile         | 73      | 92        | https://www.cezannecatalogue.com/catalogue/entry.php?id=914 |
|       | La Montagne Sainte-Victoire vue des Lauves                                       | 1903       | Philadelphia Museum of Art                      | Philadelphia Museum of Art                 | peinture à l'huile toile         | 73      | 91.9      | https://www.cezannecatalogue.com/catalogue/entry.php?id=886 |
|       | Château Noir                                                                     | 1903       | Museum of Modern Art                            | Museum of Modern Art                       | peinture à l'huile toile         | 73.6    | 93.2      | https://www.cezannecatalogue.com/catalogue/entry.php?id=913 |
|       | La Montagne Sainte-Victoire vue des Lauves                                       | 1904s      | Kunstmuseum Bâle                                |                                            |                                  | 60      | 72        | https://www.cezannecatalogue.com/catalogue/entry.php?id=904 |
|       | La Route tournante en haut du chemin des Lauves                                  | 1904s      | Fondation Beyeler                               |                                            | peinture à l'huile toile         | 65      | 81        | https://www.cezannecatalogue.com/catalogue/entry.php?id=919 |
|       | The Big Trees                                                                    | 1904       | Galeries nationales d'Écosse                    | Galerie nationale d'Écosse                 | peinture à l'huile toile         | 81      | 65        | https://art.nationalgalleries.org/art-and-artists/17490/big-trees-about-1902-1904 https://art.nationalgalleries.org/art-and-artists/17490/big-trees https://www.cezannecatalogue.com/catalogue/entry.php?id=878                       |
|       | Rochers et arbres                                                                | 1904       | Fondation Barnes                                | Fondation Barnes                           | peinture à l'huile toile         | 81.9    | 66        | https://www.cezannecatalogue.com/catalogue/entry.php?id=877 |
|       | Maisons sur la colline, Provence                                                 | 1904       | Maison-Blanche                                  | Washington                                 | peinture à l'huile toile         | 66      | 81        | https://www.cezannecatalogue.com/catalogue/entry.php?id=902 |
|       | La Montagne Sainte-Victoire vue des Lauves                                       | 1904       | musée d'Art de l'université de Princeton        | New York                                   | peinture à l'huile toile         | 83.8    | 65        | https://www.cezannecatalogue.com/catalogue/entry.php?id=884 |
|       | La Montagne Sainte-Victoire vue du bosquet du Château Noir                       | 1904       | collection privée                               | Qatar                                      | peinture à l'huile toile         | 65      | 80.3      | https://www.cezannecatalogue.com/catalogue/entry.php?id=876 |
|       | Château Noir                                                                     | 1904       | collection privée                               |                                            | peinture à l'huile toile         | 70      | 80        | https://www.cezannecatalogue.com/catalogue/entry.php?id=16 |
|       | Moulin sur une rivière                                                           | 1904       | Kunsthalle de Hambourg                          | Hambourg                                   | aquarelle papier                 | 31      | 49        | https://www.cezannecatalogue.com/catalogue/entry.php?id=1613 |
|       | Rochers près des grottes au-dessus du Château-Noir                               | 1904s      | musée d'Orsay                                   | musée d'Orsay                              | peinture à l'huile toile         | 65.5    | 54.5      | https://www.cezannecatalogue.com/catalogue/entry.php?id=883 |
|       | La Montagne Sainte-Victoire et Château Noir                                      | 1904       | musée d'art Bridgestone                         | musée d'art Bridgestone                    | peinture à l'huile               | 65.6    | 81        | https://www.cezannecatalogue.com/catalogue/entry.php?id=912 |
|       | La Montagne Sainte-Victoire au-dessus de la route du Tholonet (avec pin parasol) | 1904       | Cleveland Museum of Art                         | Cleveland Museum of Art                    |                                  | 72.2    | 92.4      | https://clevelandart.org/art/1958.21 https://www.cezannecatalogue.com/catalogue/entry.php?id=874 |
|       | Paysage bleu                                                                     | 1905s      | musée de l'Ermitage                             | musée de l'Ermitage                        | peinture à l'huile toile         | 100.5   | 81        | https://www.hermitagemuseum.org/wps/portal/hermitage/digital-collection/01.+Paintings/28724/ https://www.cezannecatalogue.com/catalogue/entry.php?id=856                                                                              |
|       | La Montagne Sainte-Victoire vue des Lauves.                                      | 1905       | Kunsthaus de Zurich                             | Kunsthaus de Zurich                        | peinture à l'huile toile         | 63.5    | 83        | https://www.cezannecatalogue.com/catalogue/entry.php?id=890 |
|       | Le Jardin des Lauves                                                             | 1906       | The Phillips Collection                         | The Phillips Collection                    | peinture à l'huile toile         | 25.75   | 31.88     | http://www.phillipscollection.org/collection/browse-the-collection?id=0286 https://www.cezannecatalogue.com/catalogue/entry.php?id=899                                                                                                |
|       | Le Cabanon de Jourdan                                                            | 1906       | galerie nationale d'Art moderne et contemporain | Rome                                       | peinture à l'huile toile         | 65      | 81        | https://www.cezannecatalogue.com/catalogue/entry.php?id=920 |
|       | Le Pont des Trois Sautets                                                        | 1906       | musée d'art de Cincinnati                       | Cincinnati                                 | aquarelle papier crayon          | 40.8    | 54.3      | https://www.cezannecatalogue.com/catalogue/entry.php?id=1627 |
|       | Montagne Sainte-Victoire                                                         |            |                                                 |                                            |                                  |         |           | |
|       | Paysage au Jas de Bouffan et d'après Parmigianino: Portrait de jeune homme       |            | musée Boijmans Van Beuningen                    | musée Boijmans Van Beuningen               |                                  |         |           | https://www.cezannecatalogue.com/catalogue/entry.php?id=2277 |
|       | Arbres et bâtiments                                                              |            | musée Boijmans Van Beuningen                    | musée Boijmans Van Beuningen               |                                  |         |           | https://www.cezannecatalogue.com/catalogue/entry.php?id=1338 |
|       | Arbres et toit                                                                   |            | musée Boijmans Van Beuningen                    | musée Boijmans Van Beuningen               |                                  |         |           | https://www.cezannecatalogue.com/catalogue/entry.php?id=2558 |
|       | Cabane de chasse en Provence                                                     |            | musée Boijmans Van Beuningen                    | musée Boijmans Van Beuningen               |                                  |         |           | https://www.cezannecatalogue.com/catalogue/entry.php?id=1239 |
|       | Toits de l'Estaque                                                               |            | musée Boijmans Van Beuningen                    | musée Boijmans Van Beuningen               |                                  |         |           | https://www.cezannecatalogue.com/catalogue/entry.php?id=1093 |
|       | Vue sur l'Estaque et le château d'If                                             |            | collection privée                               |                                            | peinture à l'huile toile         | 71      | 57.7      | https://www.cezannecatalogue.com/catalogue/entry.php?id=521 |
|       | Le Château de Médan                                                              |            | Collection Burrell                              |                                            | peinture à l'huile toile         | 58      | 72        | https://www.cezannecatalogue.com/catalogue/entry.php?id=939 |
|       | La Plaine de Saint-Ouen-l'Aumône vue prise des carrières du Chou                 |            | collection privée                               |                                            | peinture à l'huile toile         | 72      | 91        | https://www.cezannecatalogue.com/catalogue/entry.php?id=426 |
|       | La Route; Le Mur d'enceinte                                                      |            | collection privée                               |                                            | peinture à l'huile toile         | 50      | 65        | https://www.cezannecatalogue.com/catalogue/entry.php?id=276 |
|       | Village derrière des arbres, Île-de-France                                       |            | collection privée                               |                                            | peinture à l'huile toile         |         |           | https://www.cezannecatalogue.com/catalogue/entry.php?id=398 |
|       | Au bord d'une rivière                                                            |            | École de design de Rhode Island                 |                                            | peinture à l'huile toile         | 61      | 73.7      | https://www.cezannecatalogue.com/catalogue/entry.php?id=893 |
|       | Le Mont de Cengle                                                                |            | Fondation et Collection Emil G. Bührle          |                                            | peinture à l'huile toile         | 73      | 92        | https://www.buehrle.ch/sammlung/artwork/detail/der-mont-de-cengle/ |
|       | Paysage en Provence                                                              |            | Musée Pola                                      |                                            | peinture à l'huile toile         | 54.7    | 65.5      | https://www.cezannecatalogue.com/catalogue/entry.php?id=431 |
|       | La citerne au parc de Château Noir                                               |            | collection privée                               | musée d'Art de l'université de Princeton   |                                  |         |           | https://www.cezannecatalogue.com/catalogue/entry.php?id=1407 |
|       | La Citerne dans le parc du Château Noir                                          |            | collection privée                               | musée d'Art de l'université de Princeton   | peinture à l'huile toile         |         |           | https://www.cezannecatalogue.com/catalogue/entry.php?id=881 |
|       | Rochers à Bibémus                                                                |            | collection privée                               | musée d'Art de l'université de Princeton   |                                  |         |           | https://www.cezannecatalogue.com/catalogue/entry.php?id=1287 |
|       | La Montagne Sainte-Victoire vue des Lauves en hiver                              |            | collection privée                               | musée d'Art de l'université de Princeton   |                                  |         |           | https://www.cezannecatalogue.com/catalogue/entry.php?id=1567 |
|       | Arbre tordu et citerne dans le parc de Château Noir                              |            | collection privée                               | musée d'Art de l'université de Princeton   |                                  |         |           | https://www.cezannecatalogue.com/catalogue/entry.php?id=1514 |
|       | Les grands arbres au Jas de Bouffan                                              |            | Courtauld Gallery                               |                                            |                                  |         |           | https://www.cezannecatalogue.com/catalogue/entry.php?id=534 |
|       | Au Jas de Bouffan                                                                |            | collection privée                               |                                            |                                  |         |           | https://www.cezannecatalogue.com/catalogue/entry.php?id=272 |
|       | La Maison du Jas de Bouffan                                                      |            | collection privée                               |                                            | peinture à l'huile toile         |         |           | https://www.cezannecatalogue.com/catalogue/entry.php?id=270 |
|       | Le Jas de Bouffan                                                                |            | Anc. coll. Max Silberberg collection privée     |                                            |                                  |         |           | https://www.cezannecatalogue.com/catalogue/entry.php?id=666 |